# Santa Caterina dello Ionio
Santa Caterina dello Ionio es un municipio sito en el territorio de la provincia de Catanzaro, en Calabria (Italia).

## Demografía
| Gráfica de evolución demográfica de Santa Caterina dello Ionio entre 1861 y |
|                                                                             |
| Fuente ISTAT - elaboración gráfica a cargo de Wikipedia                     |